# Siti Musdah Mulia
Siti Musdah Mulia, född 1958, är en indonesisk kvinnorättskämpe och akademiker.
Mulia var den första kvinnan att disputera inom islamiska studier vid det statliga islamiska universitetet i Indonesien. 
Mulia har använt sina kunskaper om koranen och haditherna för att påverka kvinnors rättigheter och detta arbete har blivit synligt genom att hon skapat ett motförslag till de lagar som gäller i landet angående barnäktenskap och äktenskap mellan personer med olika religionstillhörighet. Hon gjorde detta i rollen som expert vid landets departement för religiösa frågor under åren 2000–2007. Förslaget ledde till våldsamma protester i landet och Mulia fick motta dödshot och departementet som tagit emot förslaget valde att lägga ner projektet.
Mulia fortsatte att engagera sig i människorätt och demokratifrågor och har även arbetat som chef vid Research Division of The Council of Indonesia (MIU) och mottog 2007 International Women of Courage Award.